# Hankou–Yichang-järnvägen
Hankou - Yichang-järnvägen, förkortat Hanyi-järnvägen (kinesiska: 汉宜铁路; pinyin: Hànyí tiělù), är en snabbtågslinje i provinsen Hubei i Kina. Järnvägslinjen på knappt 30 mil (291,83 km) går mellan Hankou, som är den centrala stadsdelen i provinshuvudstaden Wuhan, och staden Yichang i västra Hubei. Det är en dubbelspårig järnväg som i ett första skede byggs för en hastighet på 200 km i timmen (men har förberetts för hastigheter på 250 km i timmen och högre). Järnvägens sträckning innebar att städer som Hanchuan, Tianmen, Xiantao, Qianjiang, Jingzhou och Zhijiang blev nya stationer på det växande kinesiska snabbtågsnätet. Hankou - Yichang-järnvägen är en del av den nya öst-västliga järnvägen mellan Shanghai och Chengdu De anslutande sträckorna till Hanyi-järnvägen är i öster Hewu-järnvägen (Hefei-Wuhan) och i väster Yiwan-järnvägen (Yichang-Wanzhou). 
Hanyi-järnvägen började byggas i september 2008 och elektrifieringen avslutades i oktober 2011. Sammanlagt har knappt 24 miljarder yuan (c:a 27 miljarder kronor) investerats i projektet. Planerna är nu att testa linjen under maj och juni 2012 och att trafiken startar i juli 2012.  Den 9 mars 2012 kollapsade en 300 meter lång sträcka av den nya linjen i staden Qianjiang. Den officiella förklaringen till den skadade banvallen var ihållande regn. 
Utbyggnaden av snabbtågsnätet har inte varit helt okontroversiell och den hittills allvarligaste olyckan skedde i staden Wenzhou i Zhejiang i östra Kina på den nya tågsträckan mellan Ningbo och Fuzhou i juli 2011 då 40 människor dog när två tåg kolliderade på en viadukt.

## Fotnoter
1. ↑  Kinesiska Wikipedia: 汉宜铁路 "汉宜铁路"
2. ↑   Xinhua:  "High-speed railway collapses in central China"
3. ↑   BBC:  "Chinese questions remain over Wenzhou rail crash"